# Hans Daae
Hans Daae (15. oktober 1865, Kragerø – 10. december 1926) var en norsk læge, søn af Anders Daae.
Daae blev cand. med. 1890, var 1891-97 assistent ved Rikshospitalets da nyoprettede otologiske klinik og praktiserede som otolog i Kristiania fra 1891, kom 1890 ind i hærens sanitetsvæsen som premierløjtnant, blev kaptajn 1894, major 1907, oberst og sanitetschef 1909. 1906 var han Norges delegerede ved revisionen af Genferkonventionen. 
Daae gjorde et stort arbejde med ordningen og forbedringen af Norges sanitetsvæsen, ved hvilket hans erfaringer fra talrige udenlandsrejser og fra hans deltagelse i den græsk-tyrkiske krig 1897 kom ham til gode. Daae stiftede 1896 Norsk Tidsskrift for Militærmedicin og 
udfoldede en meget betydelig militær-medicinsk forfattervirksomhed.